# Мишакі
Мишакі (пол. Myszaki) — село в Польщі, у гміні Белхатув Белхатовського повіту Лодзинського воєводства.
Населення — 235 осіб (2011).
У 1975-1998 роках село належало до Пйотрковського воєводства.

## Демографія
Демографічна структура станом на 31 березня 2011 року:
|          | Загалом | Допрацездатний вік | Працездатний вік | Постпрацездатний вік |
| -------- | ------- | ------------------ | ---------------- | -------------------- |
| Чоловіки | 111     | 22                 | 84               | 5                    |
| Жінки    | 124     | 34                 | 74               | 16                   |
| Разом    | 235     | 56                 | 158              | 21                   |